# Парламентские выборы в Сент-Китсе и Невисе (2015)
Парламентские выборы в Сент-Китсе и Невисе прошли 16 февраля 2015 года. Правящая Лейбористская партия во главе с премьер-министром Дензилом Дугласом была побеждена альянсом «Команда единства», состоящим из Движения обеспокоенных граждан, Движения народного действия и Народной рабочей партии во главе с Тимоти Харрисом.

## Избирательная система
Одиннадцать из пятнадцати депутатов Национальной ассамблеи Сент-Китса и Невиса избираются прямым всенародным свободным голосованием в одномандатных округах. После выборов, генерал-губернатор, назначаемый королевой Великобритании, по совету премьер-министра и лидера оппозиции сам назначает четырёх оставшихся сенаторов, в число которых входит генеральный прокурор. Срок полномочий всех парламентариев составляет пять лет.

## Контекст
Премьер-министр Дензил Дуглас, возглавлявший Сент-Китс и Невис беспрерывно в течение 20 лет с 1995 года, неизменно побеждая в 2000, 2004 и 2010 годах, собирался прийти первым и на этих пятых в своей карьере выборах, несмотря на череду неудовлетворённых вотумов недоверия и коррупционных скандалов.
16 февраля 2015 года, после очередного провала очередного вотума недоверия, Дуглас распустил текущий состав Национальной ассамблеи, объявив о том, что новые выборы пройдут 16 февраля. В тот же день, будучи не скованным противодействием парламентариев и без консультаций с оппозицией, он заявил о введении новых границ избирательных округов, что было расценено как попытка предоставления преимуществе членам Лейбористской партии и ущемления других кандидатов. После неудовлетворительных решений рассмотрения жалоб в местных судах, оппозиционеры обратились в Тайный совет в Лондоне, и 12 февраля пять британских судей восстановили старые границы округов.
В то же время, три оппозиционные партии — Движение обеспокоенных граждан, Движение народного действия и Народная рабочая партия, сформировали альянс под названием «Команда единства». Его главой стал бывший министр кабинета Дугласа и основатель НРП Тимоти Харрис.

## Голосование
Избирательные участки в Сент-Китсе и Невисе открылись 16 февраля в 6 часов утра и закрылись в 6 часов вечера. Из 55 тысяч жителей государства для участия в выборах было зарегистрировано 36 тысяч избирателей. На 15 мест в парламенте претендовало 22 кандидата. За ходом голосования следили наблюдатели Содружества наций, Карибского сообщества, Организации американских государств. После окончания волеизъявления, председатель Карибского сообщества и премьер-министр Багамских островов Кристи Перри поздравил народ Сент-Китса и Невиса с выборами, проведёнными мирным путём, несмотря на некоторые проблемы с организацией избирательного процесса и подсчёта голосов.

## Результат
По итогам выборов, обнародованных 17 февраля, Движение народного действия получило четыре места, Движение обеспокоенных граждан — два, а Народная рабочая партия — одно место. Всего, альянс «Команда единства» завоевала 11 мест. Лейбористская партия потеряла половину своих мест, получив только три. Оставшиеся два места получила Партия реформации Невиса. Таким образом, в Сент-Китс и Невисе закончилось 20-летнее нахождение лейбористов у власти.
| Партия                                                                   | Голоса | %     | Места | +/- |
| ------------------------------------------------------------------------ | ------ | ----- | ----- | --- |
| Лейбористская партия                                                     | 11,897 | 39.27 | 3     | ▼3  |
| Движение народного действия                                              | 8,452  | 27.90 | 4     | ▲2  |
| Движение обеспокоенных граждан                                           | 3,951  | 13.04 | 2     | ▬   |
| Партия реформации Невиса                                                 | 3,276  | 10.81 | 1     | ▬   |
| Народная рабочая партия                                                  | 2,723  | 8.99  | 1     | -   |
| Недействительные/пустые бланки                                           | 156    | -     | -     | -   |
| Всего                                                                    | 30,455 | 100   | 11    | 0   |
| Зарегистрированные избиратели/явка                                       | 42,185 | 72.19 | -     | -   |
| Источник: SKN Vibes Архивная копия от 20 февраля 2015 на Wayback Machine |        |       |       |     |

## Депутаты
В Национальную ассамблею избрались следующие депутаты:
| Член Ассамблеи | Член Ассамблеи  | Партия                         | Избирательный округ |
| -------------- | --------------- | ------------------------------ | ------------------- |
|                | Иэн Либурд      | Движение народного действия    | № 1                 |
|                | Марселла Либурд | Лейбористская партия           | № 2                 |
|                | Конрис Мэйнард  | Лейбористская партия           | № 3                 |
|                | Линдси Грант    | Движение народного действия    | № 4                 |
|                | Шон Ричардс     | Движение народного действия    | № 5                 |
|                | Дензил Дуглас   | Лейбористская партия           | № 6                 |
|                | Тимоти Харрис   | Народная рабочая партия        | № 7                 |
|                | Юджин Гамильтон | Движение народного действия    | № 8                 |
|                | Марк Брэнтли    | Движение обеспокоенных граждан | № 9                 |
|                | Вэнс Эймори     | Движение обеспокоенных граждан | № 10                |
|                | Патрис Нисбетт  | Партия реформации Невиса       | № 11                |

## Последствия
Уходящий премьер-министр Дензил Дуглас признал своё поражение, пожелав успеха новому правительству под руководством новоизбранного премьера Тимоти Харриса. В свою очередь, Харрис отметил, что «сегодня великий день», объявив его национальным праздником «в честь народной победы», и призвав народ к спокойствию в ожидании грядущего «торжества демократии».
18 февраля действующий генерал-губернатор Сент-Китса и Невиса Эдмунд Лоуренс привёл Тимоти Харриса к присяге третьего премьер-министра Сент-Китса и Невиса.